# Polígnota de Tebes
Polígnota de Tebes (Πολυγνώτη en grec, literalment La famosa) va ser una arpista grega del segle I aC que es va dedicar professionalment a la música. La ciutat de Delfos li va agrair haver actuat durant més de tres dies malgrat una situació de guerra.
Malgrat viure en un període de guerra, en concret la campanya del consol romà Sila, va ser dels pocs músics que es va atrevir a viatjar a Delfos per participar al Festival Artístic dels Jocs Pítics del 86 aC. Davant la manca de músics i que la seva música agradava, magistrats i ciutadans li van demanar seguir actuant, i així va fer-ho durant tres dies més. Així ho explica en un decret que es va elaborar per deixar constància d'aquesta gesta i informar que com agraïment se li lliuraren 500 dracmes, una corona, el dret de consultar l'Oracle de Delfos, prioritat judicial, inviolabilitat, exempció d'impostos, un lloc privilegiat per gaudir dels jocs i la possessió de terres, una casa i altres honors. La recompensa va ser "per la seva pietat al déu i pel grau de preparació del seu art". El decret afegeix que Polígnota era filla de Sòcrates i vivia a Delfos. Aquest fet demostra que va ser una pionera en dedicar-se professionalment a la música, segons la historiadora Sarah Pomeroy va publicar el 1977 al seu assaig 'Technikai kai Mousikai'.